# Dijocaria
Dijocaria is een geslacht van wantsen uit de familie van de Miridae (blindwantsen). Het geslacht werd voor het eerst wetenschappelijk beschreven door José Cândido de Melo Carvalho en Diego Leonardo Carpintero in 1991.

## Soorten
Het genus bevat de volgende soorten:

- Dijocaria morali Carvalho & Carpintero, 1991
- Dijocaria oculata Carvalho & Carpintero, 1991
- Dijocaria pulcherrima Carvalho & Carpintero, 1991
- Dijocaria sanmarcosiana Carvalho & Carpintero, 1991